# Wolfgang Zuckschwerdt
Wolfgang Zuckschwerdt (5 de mayo de 1949) es un deportista de la RDA que compitió en judo. Ganó una medalla en el Campeonato Mundial de Judo de 1973, y siete medallas en el Campeonato Europeo de Judo entre los años 1973 y 1977. Está casado con la judoka Sandra Köppen.

## Palmarés internacional
| Campeonato Mundial | Campeonato Mundial    | Campeonato Mundial | Campeonato Mundial |
| Año                | Lugar                 | Medalla            | Categoría          |
| ------------------ | --------------------- | ------------------ | ------------------ |
| 1973               | Lausana (Suiza)       | Medalla de bronce  | Abierta            |
| Campeonato Europeo |                       |                    |                    |
| Año                | Lugar                 | Medalla            | Categoría          |
| 1973               | Madrid (España)       | Medalla de bronce  | Abierta            |
| 1974               | Londres (Reino Unido) | Medalla de bronce  | +93 kg             |
| 1974               | Londres (Reino Unido) | Medalla de bronce  | Abierta            |
| 1975               | Lyon (Francia)        | Medalla de bronce  | +93 kg             |
| 1975               | Lyon (Francia)        | Medalla de bronce  | Abierta            |
| 1977               | Ludwigshafen (RFA)    | Medalla de plata   | Abierta            |
| 1977               | Ludwigshafen (RFA)    | Medalla de bronce  | +95 kg             |